# Gymnadenia corneliana
Gymnadenia corneliana là một loài lan.

## Hình ảnh

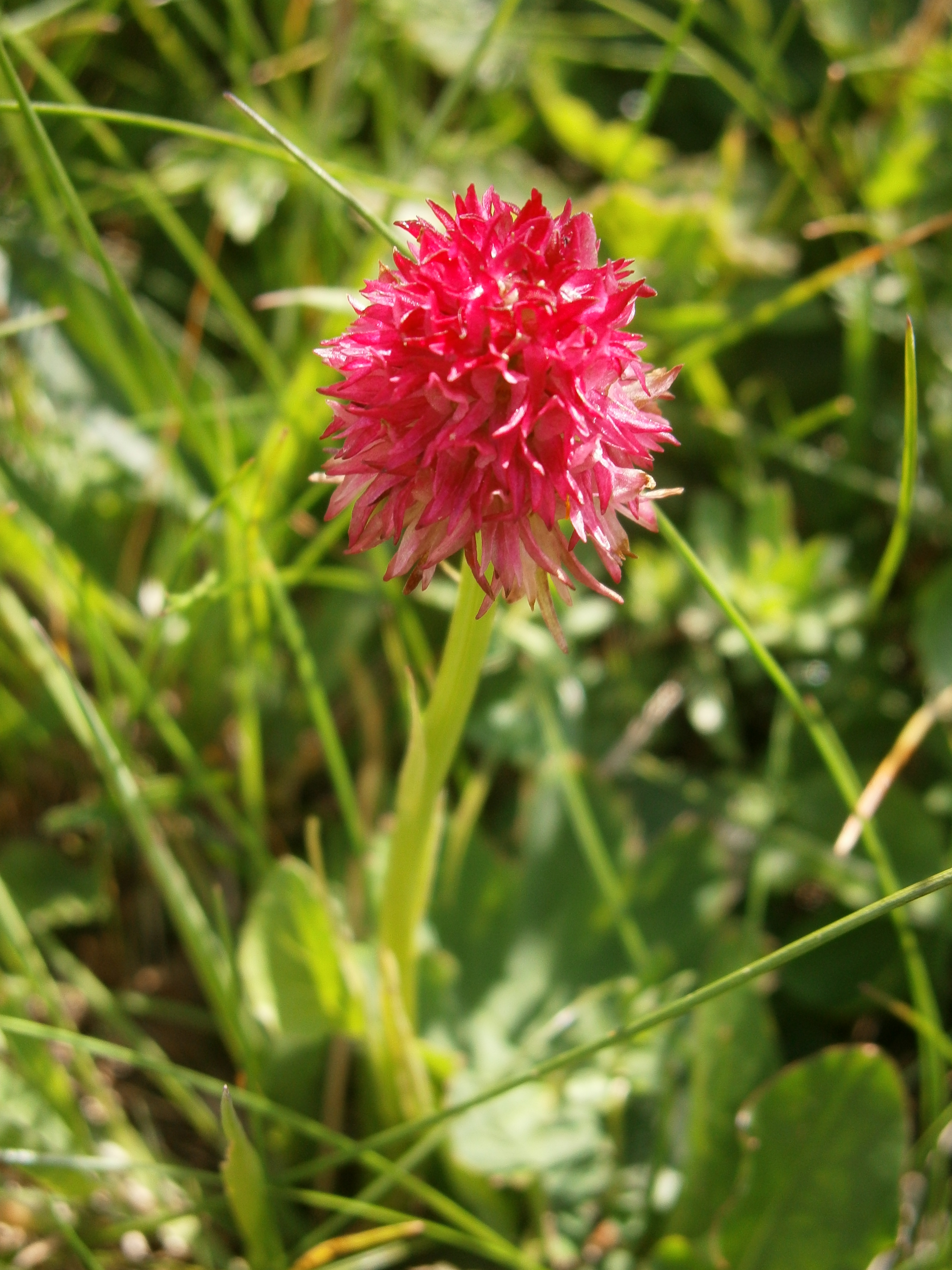
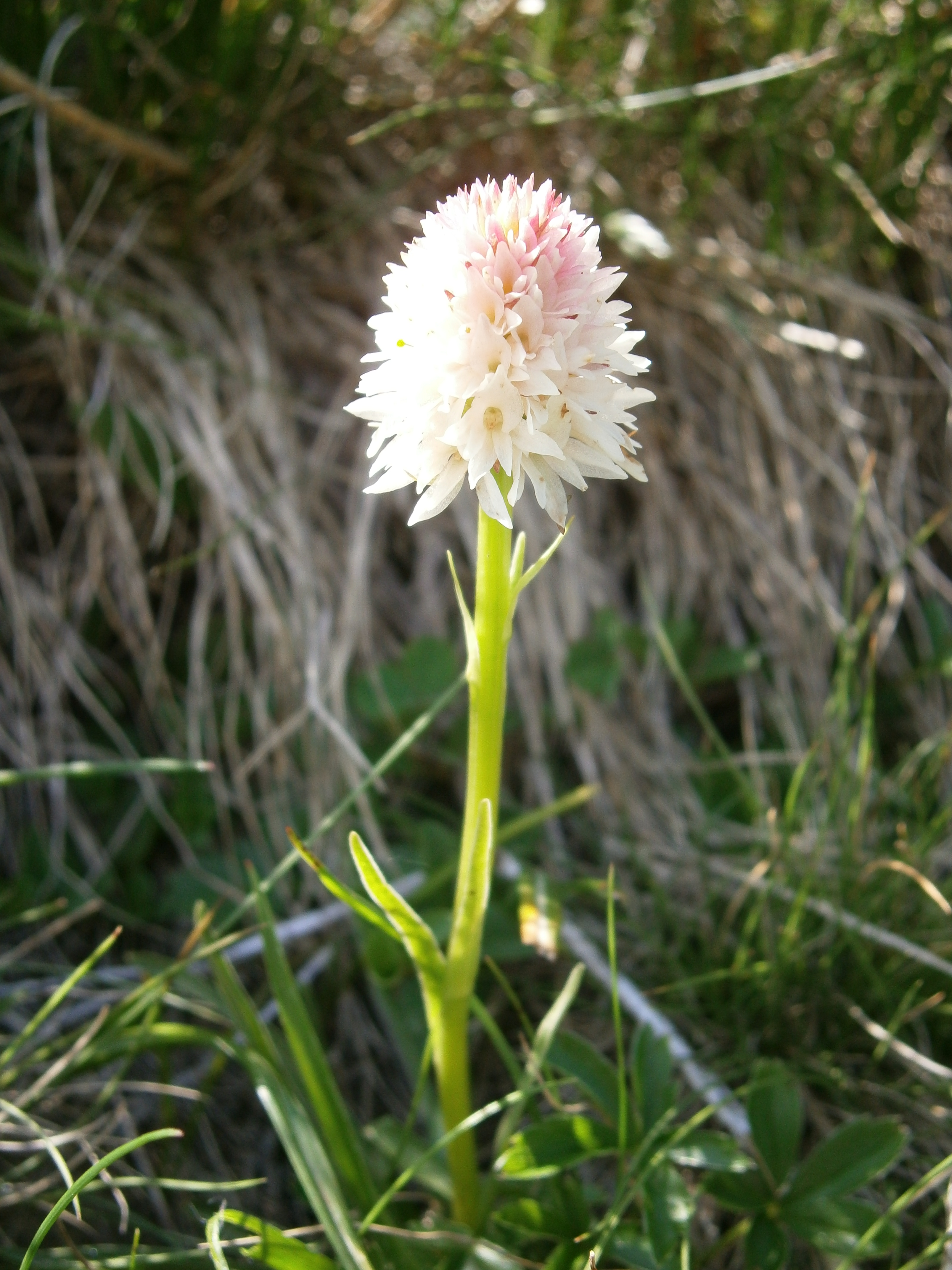
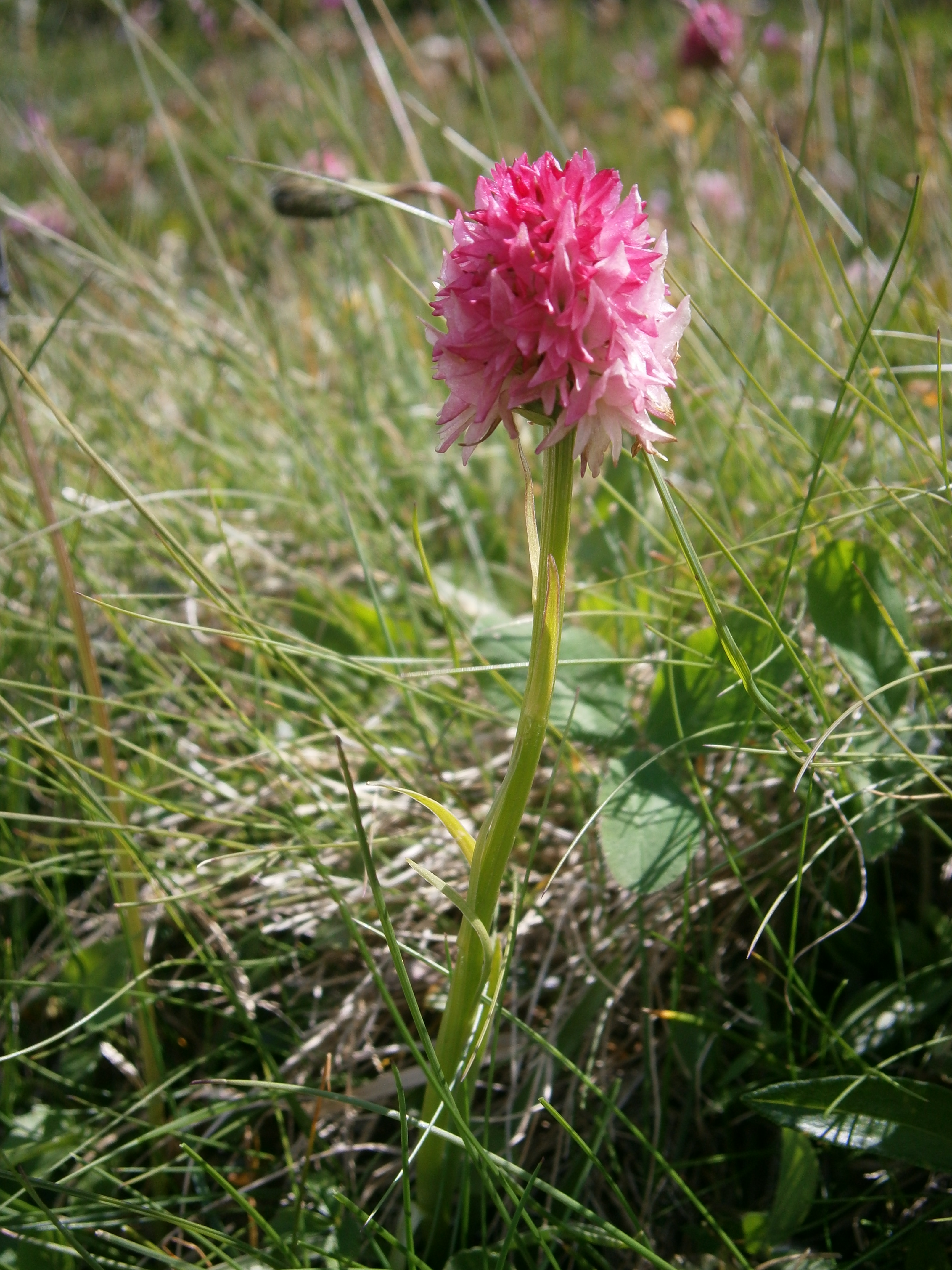
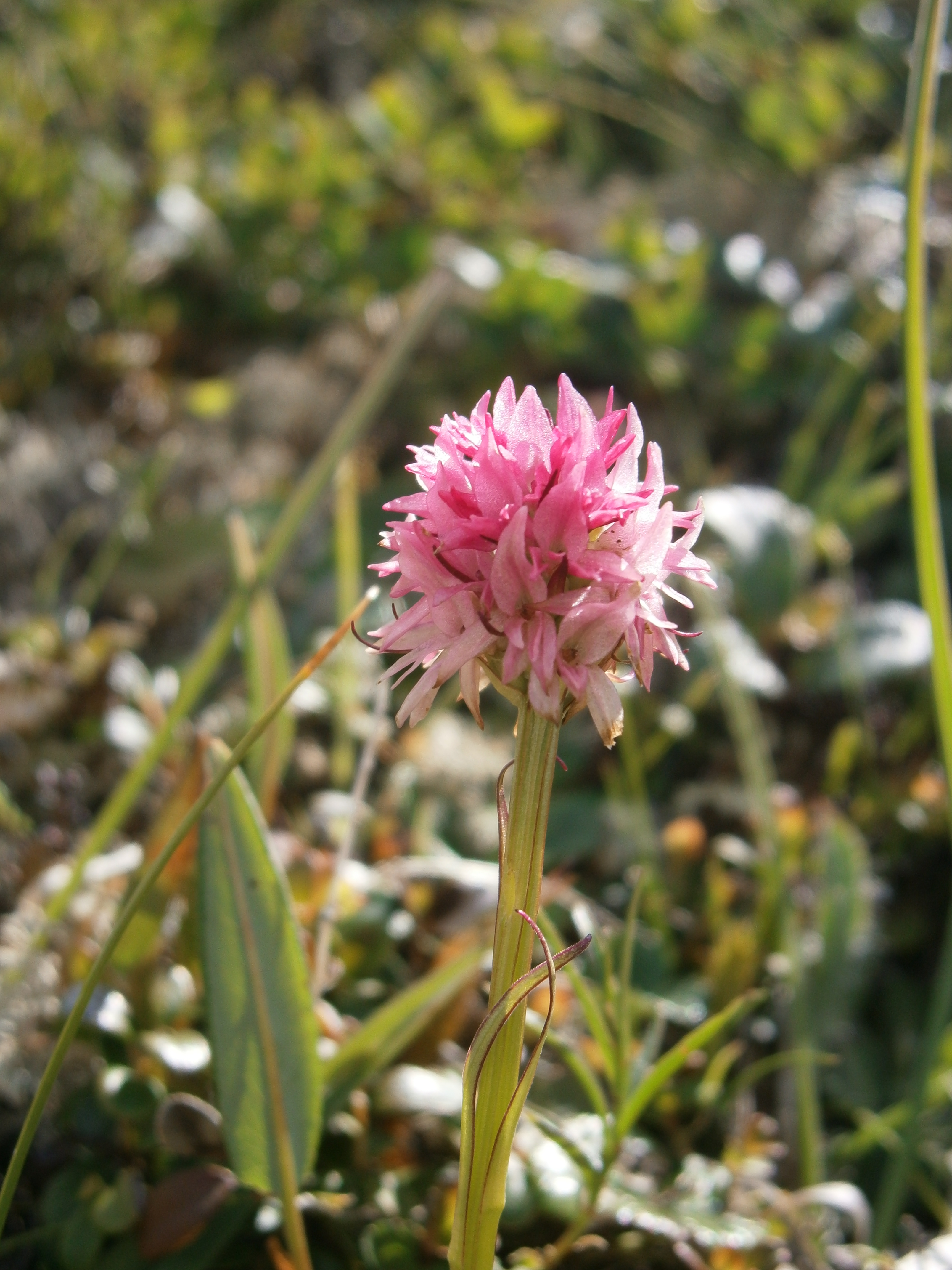